# Parnassia kotzebuei
Parnassia kotzebuei är en benvedsväxtart som beskrevs av Adelbert von Chamisso, Amp; Schlecht. och Kurt Sprengel. Parnassia kotzebuei ingår i släktet Parnassia och familjen Celastraceae. Inga underarter finns listade.

## Bildgalleri

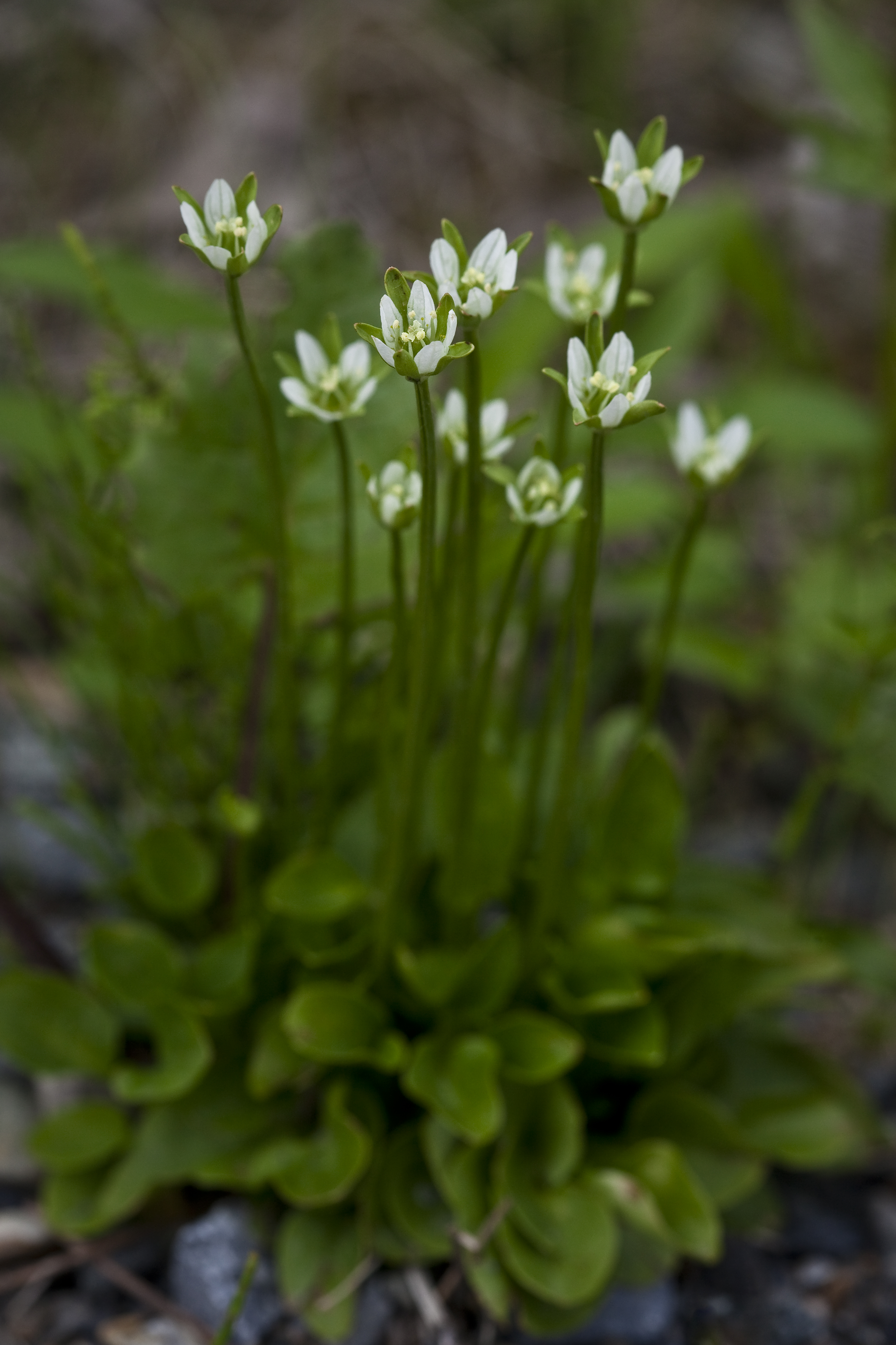